# PTAB
PTAB, nebo PTAB 2,5 je 2,5 Kg vážící pumička (1,5 Kg připadá na trhavinu) sovětské výroby (Rusky ПТАБ, zkratka z Противотанковая Авиабомба, "Protitanková Letecká Bomba") z období II. světové války. Byla hlavní zbraní Il-2 "Šturmovik" a dá se říci že teprve se zavedením této pumy do výzbroje se výše uvedené letadlo stalo opravdovým postrachem německých pancéřovaných jednotek (a nejen jich).
Jednalo se o pumu s kumulativním účinkem, která dokázala probít 60-70 mm homogenního ocelového pancíře, což v té době postačilo prakticky na každý tank, pokud přihlédneme k faktu, že tyto pumy na tank dopadaly shora, kde je pancíř slabší. Při její výrobě bylo současně pomýšleno na to aby byla snadno vyrobitelná a mohla se nasadit ve velkém množství. Každý Šturmovik byl schopen nést pod křídly 4 kontejnery a každý z nich obsahoval 48 těchto pumiček (v jiných zdrojích 72), nebo jich mohl nést v jednom prostoru 280. Minimální výška shozu, tak aby se puma stabilizovala a dopadla na cíl víceméně kolmo shora se uvádí 70 m. Pokud byl obsah kontejneru vypuštěn z výšky 70-100 m, což byla běžná operační výška pro tento typ zbraně, pumy zasáhly prakticky každé vozidlo v pásu 15×70 m, což umožňovalo i v té době asi 50% úspěšnost zničení cíle. Kontejner bylo možno v případě nouze odhodit celý. Při jednom útoku bylo možno vypustit 1-2 kontejnery.
Pumy byly vytvořeny v utajení a jejich první nasazení bylo 5. 6. 1943 v bitvě u Kurska a brzy si zajistily u posádek oblibu, takže do konce války jich sovětský průmysl vyprodukoval 14 615 916 kusů. Puma byla velmi spolehlivá a měla jednoduchý válcovitý tvar, kdy zadní cca 1/2 délky tvořily stabilizátory a přední část byla dutá (kumulativní nálož). Od roku 1943 byly považovány za hlavní protitankovou zbraň. Obsahovala 1,5 kg výbušné směsi TGA (směs tritolu, hexogenu a hliníkového prachu).
Konstruktérem této zbraně byl inženýr Larion, kterému byl v lednu 1944 udělen Leninův Řád a v roce 1946 Státní cena SSSR. 